# Finančna kontrola (SHS/Jugoslavija)
Finančna kontrola je bila med letoma 1921 in 1945 oborožena finančna straža oziroma finančna policija Kraljevine SHS in Kraljevine Jugoslavije, ki je opravljala nadzor nad dohodarstvenimi pristojbinami, razen kratkega obdobja med 1921/1922 pa tudi nad carinami. 

## Zgodovina finančne kontrole
Na Slovenskem so že na prelomu let 1918 in 1919 posegli v strukturo dotedanje finančne straže - Koroške davčne okraje in oddelke finančne straže so priključili finančnemu okrajnemu ravnateljstvu v Mariboru oziroma v Ljubljani in vodstvu preglednega okraja finančne straže v Kranju. Na ozemlju Slovenije so naredili kadrovsko čistko, v kateri je večina nemških financarjev izgubila službo.
V začetku dvajsetih let je bila meja nove države slabo varovana- po nekaterih ocenah je bila pod nadzorom le ena tretjina meje. 1. januarja 1921 je prestolonaslednik Aleksander izdal uredbo, ki omogočila ustanovitev finančne kontrole (Финанцијска контрола; Ф.К.), ki se je oblikovala iz vrst srbskih in črnogorskih trošarinskih kontrolorjev, trošarinskih stražarjev, monopolnih nadzornikov in podnadzornikov ter iz oddelkov financarske službe nekdanjih avstro-ogrskih pokrajin, tj. iz oddelkov finančne straže. Za novonastalo službo, ki naj bi pobirala le dohodarstvene pristojbine (monopolne dajatve, trošarine in takse) je bilo sprva predvideno, da naj bi se umaknila z meje v notranjost, varovanje carinske meje naj bi prešlo na obmejno četo. Tovrstne aktivnosti so potekale že konec leta 1920, a oblasti niso bile uspešne pri rekrutaciji financarjev v vrste obmejne čete.  Že leta 1922 so finančnim kontroli ponovno vrnili pristojnosti pri nadzoru meje.. 
Če so bili npr. carinski uradniki na Slovenskem večinoma neslovenskega rodu, so v slabše plačani službi finančne kontrole prevladovali Slovenci. Moštvo finančne kontrole (tim. zvaničniki) je med letoma 1921 in 1941 izdajalo tudi svoje stanovsko glasilo Finansijska kontrola. Po okupaciji Jugoslavije leta 1941 je na Slovenskem finančna kontrola na mejnih prehodih pomagala italijanskim okupatorskim sodelavcem v starih financarskih uniformah, a razorožena in brez kokard in drugih simbolov propadle Jugoslavije, finančno kontrolo pa so tod obdržali tudi Nemci, nove oblasti FLRJ oziroma Ljudske republike Slovenije pa so leta 1945 po njenem zgledu oblikovale svojo lastno službo Finančne straže.

## Pristojnosti
Finančna kontrola je bila prvotno zamišljena kot dohodarstvena straža za pobiranje trošarin, monopolnih taks in podobnih dajatev ter se je sprva celo umaknila s carinske meje. Kasneje je carinikom pričela pomagati pri carinskem nadzoru in carinskih postopkih. Čelik navaja sledeče bistvene naloge, ki jih je imela finančna straža:
- odkrivanje in preprečevanje tihotapstva in prestopkov s področja monopolov, trošarin, taks (v glavnem v notranjosti);
- pred 1921 in od konca leta 1922 dalje tudi preprečevanje tihotapstva in prestopkov s področja carin (v glavnem na mejah)[10]
- preprečevanje vstopa v državo oziroma izstopa iz nje osebam, ki nimajo s seboj predpisanih dokumentov;
- opravljanje poizvedb;
- pomoč pri vzdrževanju javne varnosti.

Financarji so bili oboroženi in so v določenih primerih imeli pooblastila za uporabo orožja, poleg tega pa so v skladu s predpisi lahko izvajali tudi aretacije.

## Organizacija

### Oddelki
Leta 1919 so bila vodstva preglednih okrajev v 15 krajih: Brežice, Celje, Kočevje, Kranj, Ljubljana (I. in II.), Maribor, Mokronog, Novo mesto, Postojna, Ptuj, Radgona, Slovenj Gradec, Šmarje pri Jelšah, Velikovec na Koroškem. Običajnih oddelkov finančne straže je bilo tedaj okrog 50, še nadaljnjih 15 jih je delovalo pri carinarnicah oziroma pri carinskih oddelkih. Leta 1924 je bilo po vsej kraljevini 886 oddelkov, od tega jih je pod ljubljanski oblastni inšpektorat spadalo 158. V letu 1929 so se dotedanje okrajne uprave finančne kontrole preimenovale v glavne oddelke- teh je bilo na Slovenskem 21: Celje, Čabar, Dolenja Lendava, Gornja Radgona, Gorenji Logatec, Jesenice, Kočevje, Kranj, Krško, Ljubljana (I. in II.), Lož, Marenberk, Maribor, Murska Sobota, Novo mesto, Petrovci, Prevalje, Škofja Loka, Šmarje pri Jelšah, Šoštanj, Šentilj v Slovenskih goricah. Leta 1937 se je na območju Dravske banovine nahajalo 20 glavnih oddelkov – Čabar in Petrovci tedaj nista več bila glavna oddelka, deloval pa je glavni oddelek Hodoš. Oddelki finančne straže so imeli skupne bivalne prostore s spalnicami in kuhinjami- tem prostorom so po vzoru orožnikov, obmejne čete in državne policijske straže imenovali »vojašnice«.

### Pomorska, jezerska in rečna kontrola
Leta 1925 sta v praksi zaživela tudi pomorski in carinski nadzor.  Na morju, jezerih in rekah je finančna kontrola delovala na parnikih in motornih čolnih, vsak parnik oziroma motorni čoln pa je bil okrajna uprava te kontrole. Leta 1925 sta v praksi zaživela tudi pomorski in carinski nadzor.

### Kadrovska politika
Zakon o organizaciji finančne kontrole Kraljevine Srbov, Hrvatov in Slovencev iz septembra 1922 je predvidel, da se jemljejo v službo le zdrave in telesno sposobne državljane dobrega vedenja z vsaj osnovnošolsko izobrazbo, ki pa so morali biti neoženjeni ali vdovci brez otrok. Finančna kontrola je za svoje ljudi oblikovala lastne izobraževalne programe od splošnega šolanja za financarja do strokovnih tečajev za starešine. V tridesetih so izobraževalni programi obsegali področja poznavanja organizacije finančne kontrole, poznavanje monopolskih, trošarinskih, taksnih in carinskih predpisov, kazenskega zakona, zakona o orožju, zakona o državnem računovodstvu, trošarinske kemijske tehnologije, ki se je uporabljala pri proizvodnji trošarinskih izdelkov.
Število finančnih kontrolorjev na Slovenskem je precej nihalo- od 511 leta 1919 do 1.376 leta 1926, kasneje je upadalo do najnižje točke leta 1935, ko je bilo uslužbencev finančne kontrole le še 529. Leta 1937 je bilo v Dravski banovini 35 carinskih oddelkov, poleg 120 carinikov pa je pri carinskem nadzoru na slovenskem področju verjetno sodelovalo nekje med 500 do 600 finančnih kontrolorjev. Gmotne razmere financarjev so bile slabe, zlasti pri nižjih činih.

### Nazivi
Nazivi finančne kontrole so bili od najnižjega do najvišjega:
A. poduradniki:
- pripravnik
- pripravnik z izpitom za poduradnika
- podpreglednik
- preglednik
- preglednik II. razreda
- preglednik I. razreda

B. uradniki:
- komisar II. razreda (uradnik X. razreda)
- komisar I. razreda (uradnik IX. razreda)
- podinšpektor (uradnik VIII. razreda)
- inšpektor I. razreda (uradnik VII. razreda)
- inšpektor II. razreda (uradnik VI. razreda)

### Vojaško obnašanje
Financarji so se med seboj morali vikati, spoštovati svoje nadrejene, pozdravljati so morali po vojaško z desno roko, dvignjeno ob rob kape ali z vojaškim pozdravom s puško oziroma z roko ob bajonetu. Financarji so se urili v vojaškem urjenju, kar je v praksi pomenilo predvsem postrojevalna pravila z orožjem ali brez njega.

## Uniforma
Finančna kontrola je leta 1921 dobila belo letno uniformo ter sivo-olivno zimsko uniformo, toda leta 1924 je bila uvedena uniforma v bledi zeleni barvi Ta uniforma se ni obnesla- zamenjana je bila z dvema barvnima odtenkoma, od katerih se eden zdi olivne in drugi temno-zelene barve. Od leta 1924 dalje je rečna, jezerska oziroma pomorska finančna kontrola imela temno-modre uniforme. Od leta 1936 so bili v veljavi novi kroji uniforme v temnozeleni barvi. Čini so nastopali v obliki srebrnih ali zlatih prog na rokavih. Uniforme finančnih kontrolorjev so bile po obliki sicer zelo podobne uniformam jugoslovanskih orožnikov. Ker so pri uniformah prevladovali zeleni odtenki, so ljudje finančne kontrolorje imenovali tudi »zelenci«. 
Izjemo je predstavljala uniforma pomorske finančne kontrole, ki je bila temnomodra in je posnemala uniforme mornarice.

## Oborožitev in oprema
Financarji so bili sprva oboroženi s puškami repetirkami z bajoneti in z revolverji oziroma samokresi. Leta 1921 je bilo predvideno, da so bili uradniki oboroženi z revolverjem, poduradniki pa s puško in bajonetom oziroma z revolverjem. Uradniki so nosili tudi sabljo. Od leta 1936 so bili finančni kontrolorji oboroženi z bodali, ki so bili podobni mornarskim. Uradniki so nosili bodala zlate barve, pregledniki pa srebrne barve.
Finančni kontrolorji so bili v finančni upravi že v dvajsetih letih tudi vozniki službenih avtomobilov,  v drugi polovici tridesetih let pa je na Slovenskem delovala tudi cestna finančna kontrola, ki je z avtomobilom odkrivala tihotapstvo. Pomorska oziroma rečna kontrola je svoje delo opravljala na parnikih in motornih čolnih.